# Penitenciaría Estatal de Colorado
La Penitenciaría Estatal de Colorado (en inglés: Colorado State Penitentiary) es una prisión de máxima seguridad de Nivel V en Estados Unidos. La instalación se encuentra en el Complejo Cañón Este del estado de Colorado con otros seis centros correccionales estatales de diversos niveles de seguridad. CSP se encuentra en el condado de Fremont, justo al este de la ciudad de Cañón, Colorado. Es uno de los 25 centros penitenciarios del sistema del departamento de correccionales de Colorado y uno de los siete en y alrededor de la ciudad de Cañón.